# Fuzhou
Fuzhou ili Foochow (kineski: 福州市; doslovno: „Blagoslovljeno naselje”) je glavni i najveći grad kineske pokrajine Fujian, na jugoistoku Kine u tradicionalnoj regiji gdje dominira Istočni Min, tj. Istočni Fujian jezik. Grad se nalazi na lijevoj (sjevernoj) obali najveće rijeke u pokrajini Fujian, rijeke Min. Prema procjeni iz 2009. u gradu je živjelo 1.245.289 stanovnika, no po popisu iz 2018., taj broj je 4.408.076 stanovnika u urbanom dijelu grada i predstavlja 61.95% gradske populacije. U predgrađu živi 2.707.294 stanovnika, što je oko 38,05 % gradske populacije. God. 2015. Brookings Institution ga je rangirao na 10. mjesto kao najbrže rastuća gradska zona na svijetu, a Kineska komisija za nacionalni razvoj i reforme ga je 2016. rangirao na 20. mjesto po razvoju u Kini.

## Zemljopis
Fuzhou ima suptropsku klimu s četiri godišnja doba, koja se odlikuje blizinom planina i položajem grada na obali. Prosječna godišnja temperatura iznosi 19,6 °C, siječanj je najhladniji mjesec s prosjekom od 10,5 °C. Najtopliji mjesec je srpanj s prosjekom od 28,6 °C, te s temperaturama iznad 36 °C. Fuzhou ima godišnju količinu oborina od 1342,5 mm, s prosječnom vlagom od 77%. Količina oborina može varirati između 900 i 2100 mm godišnje. Sunce sja u Fuzhouu u prosjeku 326 dana godišnje, što gradu daje između 1700 i 1980 sunčanih sati godišnje. Vjetar obično puše sa sjeveroistoka, samo ljeti prevladavaju južni vjetrovi. Sezona tajfuna pada u mjesecima od srpnja do rujna. Na godišnjem prosjeku, Fuzhou izravno pogođaju dva tajfuna. Najbolje vrijeme za posjet su mjeseci od travnja do studenog.

## Povijest

### Stari vijek
Iskopavanja pokazuju da je povijest Fuzhoua započela u neolitiku. Nalazi iz grobnice Keqitou (županija Pingtan) datiraju iz 5000. godine prije Krista. Datumi iz grobnice Tanshishan (županija Minhou) do 3000 godina. Ljudi koji su na kraju kamenog doba naselili područje Fuzhoua rabili su motike i sadili mokru rižu. Oko 1200. godine prije Krista, za vrijeme dinastije Shang, područje je ušlo u brončano doba, a taljenje je bilo vrlo primitivno i keramika je još uvijek bila dominantna. Relevantni nalazi su otrkiveni osobito u donjem dijelu rijeke Min.
Razdoblje zaraćenih država je obilježeno vrlo niskom razmjenom sa stanovništvom središnje Kine. Kineske pisane kronike, kao što je Shanhaijing („Zbirka planina i mora”), pružaju vrlo nejasna izvješća o ovom području. Razdoblje proljeća i jeseni donosi izraz Država Yue. Stanovništvo koje je tada ovdje živjelo nije identično s današnjim stanovništvom, a stanovnici tog vremena zvali su se „Stari Min” ili Minyue.
Godine 306. pr. Kr. Državu Yue gasi Chu (država) i dio plemstva Yue pobježi na jug gdje su se miješali s lokalnim stanovništvom. Nakon 222. godine prije Krista dinastija Qin, koja je prva ujedinila Kinu, uspostavila je krajinu Minzhong, koje je uključivalo današnji Fujian i područja južno od današnjeg Zhejiang. Međutim, ova je upravna jedinica postojala samo formalno; kraljevi Minyuea su uglavnom držali moć u svojim rukama, dok je utjecaj Qin careva bio vrlo nizak. Nakon prijelaza vlasti na dinastiju Han, car Han Gaozu imenovao je Minyue plamića Wu Zhua za kralja Yuea. Wu Zhu je osnovao grad na mjestu današnjeg Fuzhoua koji je nazvao Yecheng ili Dongye i počeo je graditi gradske zidine. Tako je prvi put u povijesti ovdje stvoreno administrativno središte za okolnu regiju. Nakon razdoblja brzog kulturnog i gospodarskog razvoja, 110. pr. Kr. vojska cara Han Wua ugasila je ovo kraljevstvo i formalno ga pripojilo Kini nakon pobune kralja Yushana od Yuea. Stanovništvo je bilo prisiljeno emigrirati u područja južno od Jangcea, poznato kao Jiangnan, gdje se stanovništvo vremenom asimiliralo s Han Kinezima.
God 85. prije Krista Yue su ponovno uspostavilinovo naselje koje se zove Yexian, a nalazi se na području današnjeg Guloua i pripada zapovjedništvu Guiji. Razdoblje između izumiranja Yuea i Wu dinastije karakterizira niska ljudska aktivnost. Arheološka istraživanja pokazuju da je Fuzhou i cijela današnja provincija Fujian bila vrlo rijetko naseljena u to vrijeme.

### Srednji vijek
Dinastija T'ang je službeno preimenovala grad u Fuzhou 725. god. i grad je započeo svoj gospodarski i kulturni rast, što je privuklo doseljivanje stanovništva iz središnje Kine. Od 909. – 945. godine Fuzhao je postao prijestolnicom kratkotrajnog kraljevstva Min (Deset kraljevstava) koje je 978. uklopljeno u ponovno ujedinjenu Kinu pod dinastijom Song. Za vladavine Songa Fuzhou je nastavio rasti i mnogi su akademici doselili u grad, kao što je filozof Zhu Xi i skladatelj Xin Qiji.
Fuzhou je bio luka iz koje je flota dinastije Ming pod admiralom Zheng Heom isplovila sedam puta u istraživanje Indijskog oceana.

### Novi vijek
Tijekom Prvog opijumskog rata, luka Fuzhou morala je biti otvorena za trgovanje. U Fuzhou postoji i spomen na Lin Zexua, dužnosnika koji je uništio zaplijenjeni opijum u Guangzhou, što je i izazvalo prvi opijumski rat.
Za dinastije Qing Fuzhou je bio jedno od najvažnijih mjesta djelovanja protestantskih misija koje su djelovale sve do kraja Kineskog građanskog rata i osnutka Narodne Republike Kine 1950-ih. Komunistička gradska uprava je počela provoditi društvene reforme, privatne škole su raspuštene, a država je počela preuzimati privatna poduzeća. Blizina Tajvana dovela je do propagandne utrke u naoružanju i zrakoplovstvu. U svibnju 1966. Fuzhou je zarobljen Kulturnom revolucijom. U siječnju 1969. počele su deportacije obrazovanih mladih ljudi u gradu. Tek su u travnju 1978. ljudi počeli rehabilitirati žrtve Kulturne revolucije. Dvije godine kasnije, 30. ožujka 1980., središnja vlada odobrila je otvaranje grada i Fuzhou je postao „otvoreni obalni grad”. God. 1981., u Fuzhou je osnovana prva kinesko-japanska zajednička tvrtka s tvornicom televizijske opreme.
Od 1979. godine odnosi između Tajvana i kopna su se poboljšali i obnovljeni su kontakti između stanovništva istočnog i zapadnog Tajvanskog tjesnaca. Gospodarski rast grada ubrzao se devedesetih godina, čineći Fuzhou središtem gospodarske aglomeracije.

## Znamenitosti
„Tri ulice i sedam prolaza” (Sanfang Qixiang 坊 七巷) je povijesno i kulturno područje u gradu Fuzhou koje se slavi kao arhitektonski muzej dinastija Ming i Qing. Tu se nalaze brojni nacionalni spomenici kulture poput povijesnih rezidencija više od 400 bogatih, slavnih i moćnih stanovnika, zbog čega je ovaj lučki grad bio poznat kao „Beverly Hills” carske Kine. Zbog izvrsno sačuvane stare kineske arhitekture, poput rezidencija Li i Fang koje datiraju još iz vremena dinastije T'ang, ova četvrt je predložena za upis na UNESCO-ov popis mjesta svjetske baštine u Aziji 2013. god.
Pored toga u gradu se nalaze i:
- Hram Xichan (西禅寺) osnovan 867. god.
- Crna pagoda (Wu Ta 乌塔), izvorno izgrađena 799. i obnovljena 936.
- Bijela pagoda (Bai Ta 白塔) na vrhu planine Yu, izvorno izgrađena 905. imala je visinu od 67 m, no nakon što se srušila 1534., obnovljena je 1548. god. samo do 41 m visine.
- Hram Yongquan (涌泉寺) osnovan 915. na vrhu planine Gu (鼓山)
- Hram Hualin (华林寺) izgrađen 964. za dinastije Song; Njegova glavna dvorana je poznata kao najstarija preživjela drvena zgrada u južnoj Kini, što je potvrđeno statusom nacionalne baštine od 1982. god.
- Katedrala sv. Dominika, katolička prvostolnica osnovana 1864.
- Crkva sv. Ivana, napuštena anglikanska crkva iz 1860.

- Crna i Bijela pagoda Fuzhoua
- Luoxing pagoda
- Katedrala sv. Dominika
- Crkva sv. Ivana

## Uprava
Administrativne podjele u Fuzhou su se često mijenjale tijekom povijesti. Od 1983. godine službeno su formirane aktualne administrativne jedinice, odnosno 6 distrikta (区 qu), 1 samostalni gradski okrug (市 shi) i 6 okruga (县 xian):
| Zemljovid | Zemljovid        | Zemljovid        | Zemljovid      | Zemljovid          | Zemljovid      | Zemljovid         |
| --- | ---------------- | ---------------- | -------------- | ------------------ | -------------- | ----------------- |
| 1 2 Cangshan Mawei Jin'an Changle Minhou Lianjiang Luoyuan Minqing Yongtai Pingtan Fuqing 1. Gulou 2. Taijiang NRK polaže prava, ali nikada nije osvojila Mazu naselje (kao dio okruga Lianjiang) a otočje Baiquan (kao dio Changlea). |                  |                  |                |                    |                |                   |
| # | Ime              | Hanzi            | Pinyin         | Populacija (2010.) | Površina (km²) | Gustoća (st./km²) |
| Gradsko područje | Gradsko područje | Gradsko područje |                | 2.921.763          | 1.015,07       | 2.878,39          |
| 1. | Jin'an           | 晋安区           | Jìn'ān Qū      | 792.491            | 566,45         | 1.399             |
| 2. | Mawei            | 马尾区           | Mǎwěi Qū       | 231.929            | 254,33         | 912               |
| 3. | Cangshan         | 仓山区           | Cāngshān Qū    | 762.746            | 139,41         | 5.471             |
| 4. | Taijiang         | 台江区           | Táijiāng Qū    | 446.891            | 18,28          | 24.447            |
| 5. | Gulou            | 鼓楼区           | Gǔlóu Qū       | 687.706            | 36,6           | 18.790            |
| 6. | Changle          | 长乐区           | Chánglè Qū     | 682.626            | 717,54         | 951               |
| Predgrađa i sela |                  |                  |                |                    |                |                   |
| 7. | Minhou           | 闽侯县           | Mǐnhóu Xiàn    | 662.118            | 2.133,03       | 310               |
| 8. | Lianjiang        | 连江县           | Liánjiāng Xiàn | 561.490            | 1.190,67       | 472               |
| 9. | Luoyuan          | 罗源县           | Luóyuán Xiàn   | 207.677            | 1.081,17       | 192               |
| 10. | Minqing          | 闽清县           | Mǐnqīng Xiàn   | 237.643            | 1.468,90       | 162               |
| 11. | Yongtai          | 永泰县           | Yǒngtài Xiàn   | 249.455            | 2.243,41       | 111               |
| 12. | Pingtan          | 平潭县           | Píngtán Xiàn   | 357.760            | 371,09         | 964               |
| Satelitski gradovi |                  |                  |                |                    |                |                   |
| 13. | Fuqing           | 福清市           | Fúqīng Shì     | 1.234.838          | 1.932,43       | 639               |

## Stanovništvo
Prema procjeni u gradu Fuzhou je 2010. živjelo 6.386.013 stanovnika, no već 2011. godine ukupan broj stanovnika u gradu iznosi 7,2 milijuna. Od toga u urbanom području je zabilježeno 2.793.300, a seoska populacija iznosila 1.583.300 stanovnika, što ga čini po gustoći stanovništva - drugim naseljenim područjem Fujiana, odmah iza Xiamena.
| 2000.     | 2010.     | 2012.     |
| --------- | --------- | --------- |
| 6.386.013 | 7.115.370 | 7.115.370 |

## Gospodarstvo
Industrija se snabdijeva električnom energijom pomoću mreže koja protječe od hidroelektrane Gutian u planinama na sjeverozapadu. Grad je centar za komercijalno bankarstvo, dizajnerske brendove i drvnu industriju, inženjering, proizvodnju papira, tisak i tekstilnu industriju. Godine 1984. Fuzhou je proglašen jednim od "otvorenih gradova Kine" u novoj politici otvorenih vrata kojom su prizvane strane investicije. God. 2008., BDP Fuzhoua po glavi stanovnika porastao je na 33,615 i ukupni BND je iznosio 228,4 milijarde eura, što je povećanje od 13 %.

## Zbratimljeni gradovi
- Goroka  Papua Nova Gvineja
- Mombasa  Kenija (2008.)
- Nagasaki  Japan (1982.)
- Naha  Japan (1981.)
- Omsk  Rusija (2013.)
- Shoalhaven City  Australija (2003.)
- Syracuse, New York  SAD (1991.)
- Tacoma, Washington  SAD (1991.)

## Vanjske poveznice
|  | Zajednički poslužitelj ima još gradiva o temi Fuzhou |